# سالاريس
بلدية سلارِس أو (نقحرة: سالاريس) (بالإسبانية: Salares) هي بلدية تقع في مقاطعة مالقة التابعة لمنطقة أندلوسيا جنوب إسبانيا. يقام بها في سبتمبر من كل عام مهرجان الشرق، الذي يعرض الثقافة الأندلسية والإرث الحضاري الأندلسي ذا الأصول الإسلامية.

## الديموغرافيا
بلغ عدد سكان بلدية سلارِس 232 نسمة عام 2011 (وفقاً للمعهد الوطني الإسباني للإحصاء).
| 237 | 213 | 179 | 205 | 228 | 214 | 232 |